# Sus bucculentus
Sus bucculentus era uma espécie de mamífero da família Suidae, que podia ser encontrada no Vietnã e Laos.
A espécie foi descrita por Pierre Marie Heude em 1892 a partir de dois crânios coletados no sul do Vietnã, próximo da cidade de Ho Chi Minh no vale de Dong-nai. Em 1995 um crânio de um animal recém morto foi encontrado no Laos, em Ban Ni Giang, nas Montanhas Anamitas. Estudos moleculares realizados em 2006 demonstraram que o táxon pode não ser uma espécie distinta do Sus scrofa.
Em 2016, a IUCN listou este animal como extinto à medida que o status taxonômico desta espécie está em dúvida, não há informações confiáveis sobre o status da população, e uma possível razão para sua extinção pode ser a hibridação com espécies de porco de tipo "escrofic".